# جويل جونسون
جويل جونسون (بالإسبانية: Joel Johnson) (بالإنجليزية: Joel Johnson Alajarín) (20 سبتمبر 1992 تورينت إسبانيا - ) هو لاعب كرة قدم ليبيري يلعب كمدافع.

## روابط خارجية
- جويل جونسون على موقع قاعدة بيانات كرة القدم.إي يو (الإنجليزية)
- جويل جونسون على موقع ناشيونال فوتبول تيمز (الإنجليزية)
- جويل جونسون على موقع Soccerway.com (الإنجليزية)